# Plumbata
La plumbata (pluriel latin plumbatae) est une arme de jet utilisée par quelques légionnaires romains du Bas-Empire, caractérisée par un lestage en plomb (en latin plumbum, d'où dérive le nom de l'arme). Elle est aussi nommée martiobarbulus, ou mattiobarbulus, terme qui désigne aussi le soldat qui en fait usage.

## Preuves historiques

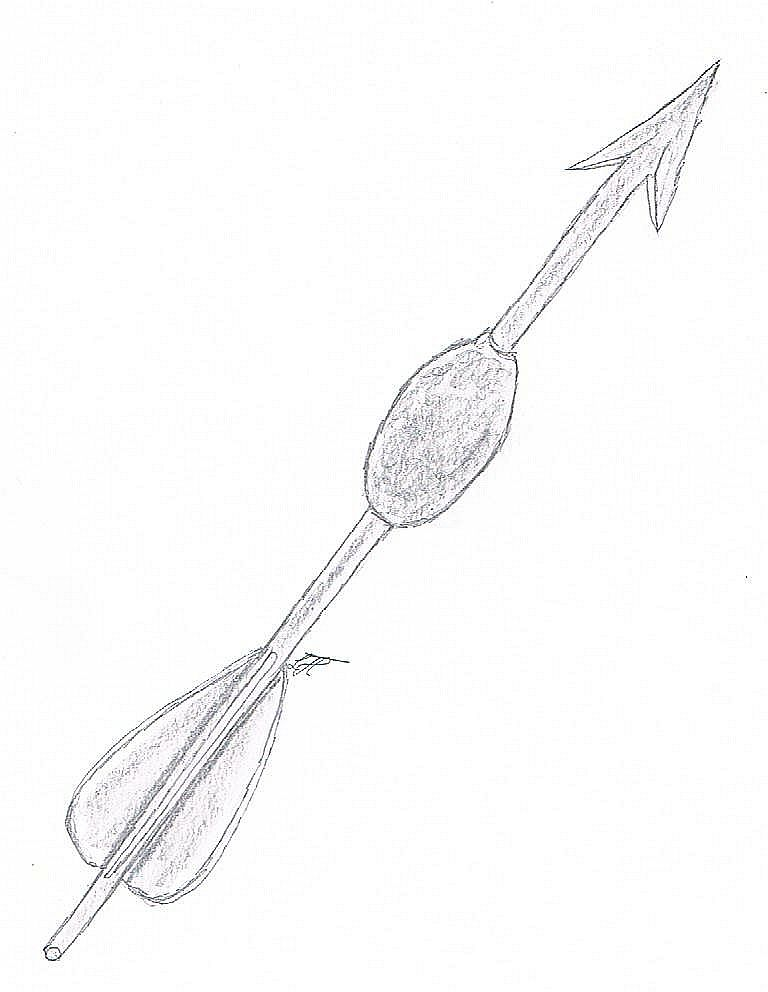
dessin d'une plumbata.

Il semble que cette arme citée par Modestus dans un ouvrage dédié à l'empereur Tacite (275-276) entra en fonction durant le IIIe siècle. En effet, jusqu'à présent, aucune trace archéologique n'a permis de fixer l'apparition et l'emploi de la plumbata plus en amont sur le fil du temps. Des pointes de plumbatae avec lest en plomb ont été découvertes sur des sites britanniques, rhénans, danubiens et géorgiens, datés des IVe et Ve siècles (voir Carte de localisation des trouvailles). Des fouilles récentes (campagnes 2002-2003) réalisées sur les fortifications d'Epomanduodurum (aujourd'hui Mandeure, Doubs) ont donné lieu a la découverte d'objets liés au domaine militaire, dont un lest de plumbata, selon une identification presque certaine.
Les études numismatiques apportent des indications chronologiques sur la période d'utilisation des plumbatae. Ainsi, la représentation de l'empereur s'apprêtant à lancer une plumbata est visible sur des deniers de Probus (276-282) frappées en 279 et 281, puis des aurei de Maximien Hercule, émises en 290-292. Dans une variante de figuration monétaire, existant pour des aureliani de Probus, des aurei de Dioclétien et de Maximien Hercule, des nummi de Maximin II Daïa et de Constantin Ier (émis en 306/307), l'empereur en buste tient une lance dans la main droite, un bouclier au bras gauche, et tient en réserve au creux de son bouclier deux plumbatae. Une monnaie de Maxence tenant des plumbatae a été découverte en exemplaire unique (unicum). Elle a été frappée à Rome en 310-311, ce qui donne la dernière attestation connue d'utilisation de cette arme.  
Végèce, selon toute vraisemblance à la fin du IVe siècle, décrit ce trait dans le livre I de ses Institutions militaires, au dix-septième chapitre, ainsi que le traité anonyme De rebus bellicis. Végèce parle de martiobarbulus ou mattiobarbulus, sans doute l'une des déclinaisons de la plumbata :
« Il est bon d'exercer le soldat à lancer ces dards plombés qu'on appelle martiobarbules. Nous eûmes autrefois en Illyrie deux légions de trois mille hommes chacune qui les lançaient avec tant de force et d'adresse, qu'on les distingua par leur surnom honorable de martiobarbules. On leur dut pendant longtemps un si grand nombre de victoires, que les empereurs Dioclétien et Maximien les appelèrent Joviens et Herculiens, les préférant à toutes les autres légions. Ils portaient toujours cinq de ces dards cachés dans l'intérieur de l'écu. En les lançant à propos, tel qui n'est armé que de la lance et de l'écu fait tout d'un coup l'office d'archer, blessant hommes et chevaux avant qu'on en vienne aux mains et même aux traits. »

## Description

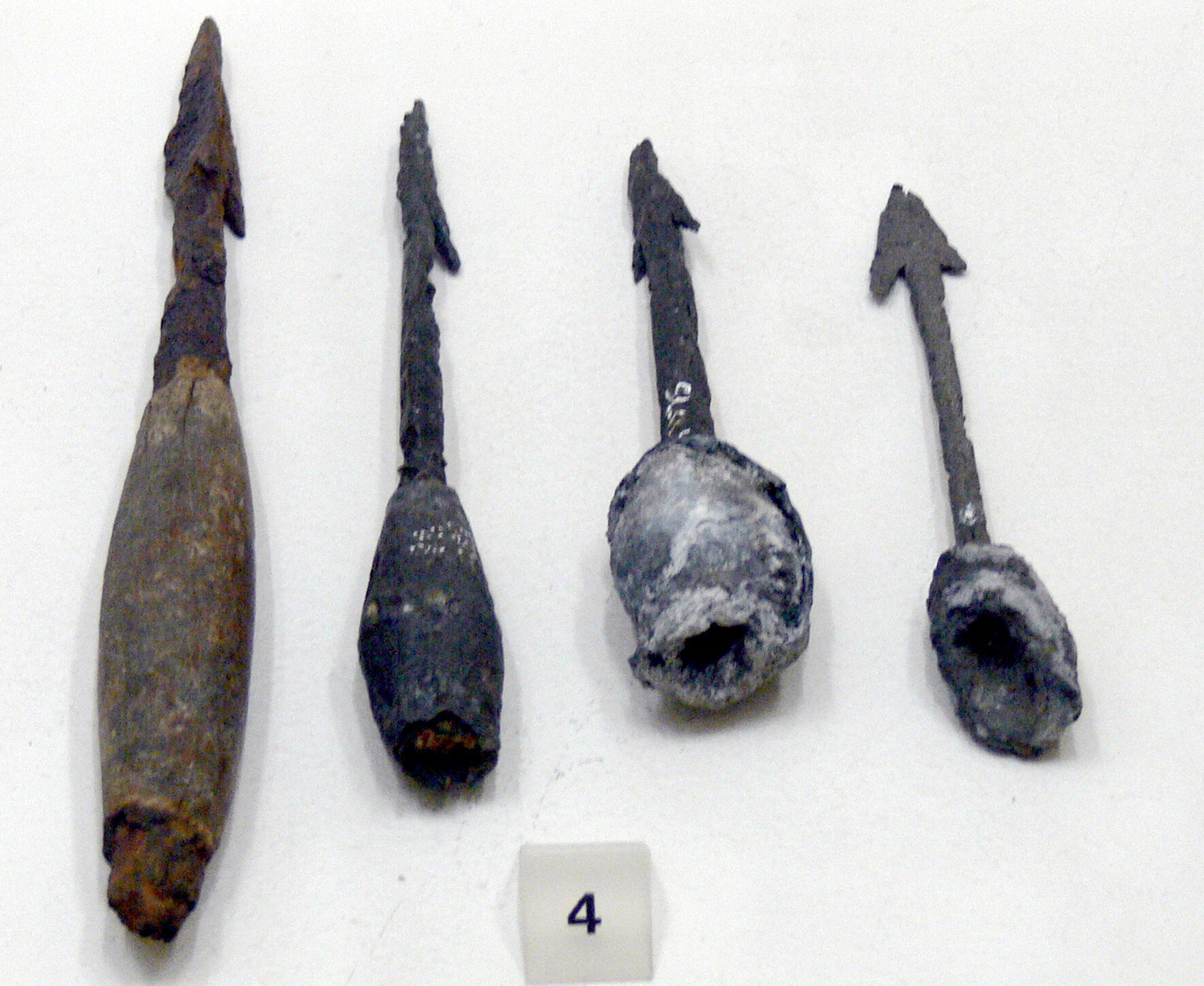
Vestiges de plumbatae (la partie en bois a disparu) découverts à la forteresse légionnaire de Lauriacum (aujourd'hui, Enns en Haute-Autriche.

Comme il est possible de le constater à la suite de la lecture de cet extrait de Végèce, la plumbata semblait désigner une catégorie d'armes de jet dont les représentants avaient pour points communs d'être de taille réduite, de 30 à 70 centimètres de long, et d'être dotés du fameux plomb sphérique fixé sur le fût de l'arme, plus ou moins à proximité de la pointe de celle-ci selon les modèles. Ce dard était pourvu d'un empennage que l'on peut supposer avoir été composé d'ailerons de bois ou de cuir. La plumbata, c'est-à-dire le dard plombé, était donc une sorte de grande fléchette.